# Langley (Hertfordshire)
Langley – wieś w Anglii, w hrabstwie Hertfordshire, w dystrykcie North Hertfordshire. Leży 15 km na północny zachód od miasta Hertford i 43 km na północ od centrum Londynu.